# Polymixinia
Polymixinia is een geslacht van vlinders van de familie spanners (Geometridae), uit de onderfamilie Ennominae.

## Soorten
- P. appositaria Leech, 1891
- P. decoloraria Leech, 1897
- P. koreana Alphéraky, 1897